# Audism
Audism, som beskrivs av döva aktivister, är en form av diskriminering riktad mot döva personer, vilket kan inkludera de som diagnostiserats som döva från födseln, eller de som blivit döva senare i livet.   Begreppet myntades av Tom L. Humphries i ett opublicerat manuskript år 1975, vilket han senare återanvände i sitt doktorandprojekt 1977.  Trots detta blev termen inte allmänt spridd förrän Harlan Lane började använde termen i sitt skrivande. Ursprungligen använde Humphries termen för att beskriva individuella attityder och beteenden, medan Lane utvidgade betydelsen till att omfatta den strukturella förtryck som döva utsätts för.

## Ursprunget till audism
Spåren av audism kan skönjas redan i det faktum att det finns begränsad tidig dokumentation och en utbredd missförståelse kring döva människor och deras språk. Det finns endast begränsat med belägg för hur döva personer behandlades i antika civilisationer, men det material som finns tyder på ett motstånd mot att inkludera döva som fungerande medlemmar i samhället. Aristoteles Poetik antyder att personer som betraktades som ”funktionshindrade” kunde dödas för samhällets bästa. Under renässansen innebar försöken att utbilda döva personer stora svårigheter, inte minst på grund av att majoriteten av befolkningen, både hörande och döva , saknade läskunnighet. I New England under koloniseringen av Amerika betraktades alla avvikelser från det normala som tecken på häxeri eller svartkonst. 
Richard Eckert myntade begreppet laissez-faire-audism för att beskriva ett modernt tillstånd där samhället erkänner döva personers mänsklighet, men samtidigt förnekar deras självständighet. Detta kan till exempel ta sig uttryck i beslut som gäller cochleaimplantat hos barn. 

## Aktivister mot audism
Rikki Poynter (född 1991) är en döv YouTuber och aktivist. Hon började sin karriär som skönhetsvloggare, men har sedan dess övergått till att skapa livsstilsinnehåll med fokus på dövmedvetenhet, tillgänglighet och vikten av textning.